# Борзенко, Александр Александрович
Александр Александрович Борзенко (1847—1915) — российский юрист, адвокат, правовед.

## Биография
Родился в 1847 году; происходил из дворян. Учился в одесской Ришельевской гимназии, откуда в 1865 году перешёл в новооткрывшийся Императорский Новороссийский университет, на 1-й курс юридического факультета. Затем перешёл в Московский университет, который и окончил.
В 1870 году командирован Демидовским юридическим лицеем в Ярославле за границу для приготовления к профессорскому званию. Состоял исправляющим должность доцента гражданского и торгового права в Демидовском юридическом лицее. В 1885 году защитил диссертацию на магистра гражданского права «Концессия железнодорожного права» (М., 1883).
В 1884 году вступил в число московских присяжных поверенных. С 1884 по 1891 год состоял сотрудником «Московских ведомостей» по юридическому отделу. В 1894 году оставил адвокатуру и сделался юрисконсультом одесской конторы Государственного банка.
Кроме статей в «Юридическом вестнике» (1881—1882), «Трудах международной литературной ассоциации» на французском языке (1892), «Revue penitentiaire» (1894), «Журнале гражданского и уголовного права» (1892), «Bulletin de legislation comparee» (1898), «Журнале Министерства юстиции» (1900), «Русском обозрении» (1890—1892) и др., издал отдельно: «Русское гражданское право. Введение» (Ярославль, 1875), «Личность, общественность, собственность» (Ярославль, 1881), «Гражданские ограничения железнодорожных предприятий» (часть I: «Вещное право», Яросл., 1881; ч. II — магистерская диссертация); «Материалы по железнодорожным вопросам» (Ярославль, 1881), «Промышленная собственность» (Одесса, 1898), «Протест переводного векселя» (1895) и др.
Умер в 1915 году в Одессе и был похоронен на 1-м Христианском кладбище.